# Englewood, Colorado
Englewood este un oraș situat în comitatul Arapahoe, Colorado, Statele Unite ale Americii. Populația localității era de 30.255 de locuitori în 2010. Englewood face parte din Zona metropolitană Denver-Aurora. Englewood este situat în South Platte River Valley la est de Front Range și imediat la sud de centrul orașului Denver. Centrul orasului este situat imediat la est de confluența dintre Little Dry Creek și South Platte River, între Santa Fe cu Drive și Broadway.
Englewood este al patrulea cel mai populat oraș din comitatul Arapahoe și, în 2010, era al douăzeci și treilea cel mai populat oraș din Colorado.

## Persoane notabile
Printre persoanele notabile care s-au născut și/sau au trăit în Englewood se află misionarul și arheologul David Crockett Graham, activistul pentru drepturile civile Carlotta Walls LaNier și directorul unei companii feroviare Louis W. Menk.